# Sraz spolupracovníků
Sraz spolupracovníků (v anglickém originále The Work Outing) je první díl druhé série britského sitcomu z prostředí informačních technologií Ajťáci. Poprvé byla epizoda odvysílána 24. srpna 2007. České premiéry se díl dočkal 5. září 2008.

## Synopse
Jen Barber je pozvána svým kolegou ze 6. patra Philipem na divadelní představení. Roy a Maurice Moss se také vnutí. Jen to považovala za pozvánku na rande, ale její podřízení jsou přesvědčení, že Philip je gay. Během představení s názvem Gay je Roy nucen předstírat invaliditu a Moss se ocitne za barovým pultem v roli číšníka.

## Příběh
Na pracoviště IT oddělení přichází Philip a chce si půjčit časopis Cosmopolitan (v anglickém originále je to časopis Heat). Zároveň pozve Jen do divadla. Moss je přesvědčen, že Philip adresoval pozvání jemu a řekne, že přijímá. Stejně učiní Roy, když zjistí, že tam může uvidět herečku Lauru Knightley. Jen je rozhořčená, domnívá se, že šlo o pozvání na rande a teď je z toho společná akce. Když se Philip vrátí pro zapomenutý Cosmopolitan, Roy jí naznačí, že Philip je gay, čemuž Jen odmítá uvěřit. Stejného názoru je i Moss, který Jen ohromí svou tezí:
„Neber si to špatně, ale nemohl si třeba myslet, že jsi muž?“
V divadle jsou plakáty s upoutávkou na muzikál pro gaye s názvem Gay. Philip se zdraví s Jeromem, člověkem, který má na starosti propagaci akce. Jerome všem zajistil lístky. Chová se velmi spontánně a vřele.
Představení začíná. Roye příliš nebaví a chce po chvíli odejít, zato Moss je nadšen. Stejně tak i Philip, který hlasitě kvituje každou scénku.
O přestávce jdou Moss a Roy na toaletu, kde stojí v rohu sluha. Oba jsou nervózní a nemohou se vymočit. Roy se rozhodne odskočit si na toaletu pro vozíčkáře. Moss je zděšen, představa takového ilegálního činu jej děsí. „Ajťák“ z Irska se po vykonání potřeby splete a místo spláchnutí zatáhne za šňůrku pro přivolání pomoci v případě nevolnosti. Za okamžik na dveře klepou zaměstnanci divadla. Roy je v prekérní situaci, vyřeší ji tak, že si lehne na zem a předstírá postižení. Zaměstnanci vyrazí dveře a když jim Roy sdělí, že byl okraden, přivezou mu náhradní vozíček a přivolají policii. Roy označí za útočníka muže vousatého rusovlasého muže s brýlemi. Policista později odvádí bokem muže, který shodou okolností odpovídá popisu. Roy se setká s oblíbenou herečkou Laurou a ta mu věnuje lístky i na další představení. Poté se připojí ke skupince dalších vozíčkářů a společně jedou do haly. Tam si jej všimne Jen a nestačí se divit. Když se otočí k baru, aby si něco objednala, za pultem stojí Moss v číšnickém obleku (odskočil si na toaletu pro personál a byl nařčen, že se zašívá).
Jen při odchodu uhodí na Philipa, jestli je gay. Ten zpočátku zapírá, ale pak se rozpláče a přizná se. Poznamená, že Jen vypadá trochu jako muž, proto se domníval, že by to mohlo mezi nimi fungovat. Konsternovaná Jen odchází a přivolává si taxi.
Roy je naložen spolu s ostatními vozíčkáři do upravené dodávky a ta se vydává na zpáteční cestu do Manchesteru. Moss se po představení loučí se zaměstnanci divadla. Vypadá to, že se rychle adaptoval na novou práci, ale zdání klame - zakopne a podruhé rozbije naskládané skleničky.

## Obsazení
Vedlejší role v epizodě „Sraz spolupracovníků“:
| Herec / herečka | Hraje           | Role                   |
| --------------- | --------------- | ---------------------- |
| Jamie Michie    | Philip          | kolega Jen ze 6. patra |
| Nicholas Burns  | Jerome          | organizátor            |
| Lydia Fox       | Laura Knightley | herečka                |
| Guy Porritt     |                 | policista              |

## Kulturní reference
- Roy zmíní britský seriál Poldové (anglicky The Bill), v němž má účinkovat Laura Knightley.[3][4]